# تل سامان
تل سامان، روستایی از توابع بخش جره و بالاده شهرستان کازرون در استان فارس ایران است.دهیاری این روستا در سال ۸۵ تشکیل شده و در حال حاضر الله مراد قزل بیگلو دهیار روستا می باشند.
روستای تل سامان دارای طبیعتی فوق العاده زیبا و دیدنی که در اواخر فصل زمستان و اوایل بهار باعث حیرت بازدیدکنندگان می‌شود و در مجاورت روستا یکی از شهرهای بزرگ باستانی وجود دارد که قدمت آن به زمان ساسانیان بر می‌گردد و یکی از جاذبه های گردشگری فوق‌العاده استان فارس می‌باشد که به این منطقه در زبان محلی کّلِه کُووا می گویند.

## درباره روستا
اهالی تل سامان 100درصد ترک زبان هستند. از ایل قشقایی طایفه فارسیمدان تیره توابع بنکوی قزل بیگلو می باشند. تعدادی خانواده از کلاه سیاه های بیضا به این منطقه آمده و به سبب ازدواج در  بنکوی قزل بیگلو ادغام شده اند. این روستا و مراتع اطراف آن قشلاق آن‌ها محسوب می‌شود، که مراتع این روستا از غرب با طایفه قلدرسلطانی و از شرق با تیره کلبلو هم مرز می باشد، همچنین منطقه داربعلی، شورعبدلی خان تا دم گچ جز مراتع خریداری شده اهالی این روستا می باشد.بیشتر اهالی این روستا در مناطق سردسیر پادنا نیز دارای باغ و مراتع می باشند که تابستان به این مناطق ییلاقی کوچ می کنند( تا چند سال پیش به صورت عشایری همراه با دام و احشام این دو نقطه را ییلاق(پادنا) قشلاق(تل سامان) می کردند ولی الان بیشتر در فصل کوچ با ماشین و بار کردن حیوانات با تریلی این مسیر را می پیمایند). 
روستای تل سامان دارای طبیعتی فوق العاده زیبا می‌باشد که در فصل زمستان و بهار چشم ها را به حیرت وا می‌دارد. اما متاسفانه هیچ رسیدگی از طرف استانداری و فرمانداری و بخش داری منطقه به روستا نمی‌شود که از جمله کمبود های آن می‌توان به خاکی بودن خیابان ها و کوچه های روستا و نداشتن آنتن موبایل و نبود اینترنت اشاره کرد. 
درختان بومی تل سامان به دو دسته باغی و وحشی تقسیم می‌شود. که درختان باغی شامل انواع نخل و مرکبات میباشد و درختان وحشی آن صدر(در زبان محلی و منطقه ای کُنار) انواع بَنه و بادام کوهی می‌باشد. 
```
بیشتر اهالی دامدار هستند و در کنار دامداری به کشاورزی نیز مشغول هستند . در چند سال اخیر کشاورزی در این روستا رونق بیشتری پیدا کرده و کم کم جوانان این روستا به کشاورزی گرویده اند. این روستا جز پرآب ترین روستا های کازرون است و در حال حاضر بالای ۳۰ قطعه 
چاه آب
 بالای ۴۰ متر در روستا موجود است که با تلمبه های گازوییلی و دینام های برقی آب چاه ها برای کشاورزی پمپ می شود. بیشتر کشت بهاره روستا گوجه و هندوانه می باشد. و همچنین بیشتر کشت پائیزه نیز کنجد، گوجه، و خیارسبز می باشد.
```

بانوان روستا نیز مرغداری، خانه داری و همچنین در کنار آقایون  کشاورزی و دامداری انجام می دهند. این روستا جز با استعداد ترین روستا ها است و بیشتر اهالی روستا حداقل مدرک تحصیلی انها لیسانس می باشد.
سوغات روستا خرما، ترشی لگجی (گلک) و صنایع دستی باشد. صنایع دستی این روستا قالیچه، گلیم، جاجیم و گپه های زیبای معروف قشقایی می باشد. من خودم عاشق این روستام و هیج کجا برام اینجا نمیشه. 
روستای تل سامان در مجاورت شهر باستانی قندیجان که به دوره ی ساسانی می‌رسد واقع شده‌ است.
قبرستان این روستا در بالای این روستا و منطبق بر قبرستان شهر قدیمی این روستا می باشد. اهالی این روستا خود را از نسل ایمور می دانند و بر روی قبرهای قدیمی علامت ایمور اُجاقی که تقریبا شبیه اُمگا کوچک برعکس است وجود دارد. 
```
کلیه اهالی روستا شیعه می باشند.
```

## جمعیت
این روستا در دهستان دادین قرار دارد و براساس سرشماری مرکز آمار ایران در سال ۱۳۹۵، جمعیت آن ۴۹۹ نفر (۱۴۸خانوار) بوده‌است.